# Laurenz Kilger
Laurenz Kilger OSB (bürgerlich Ferdinand Kilger; * 12. September 1890 in München; † 14. Mai 1964 in Wil) war ein deutscher Ordenspriester und Missionswissenschaftler.
Nach dem Abitur 1909 am Wilhelmsgymnasium München trat Ferdinand Kilger in das Benediktinerkloster Sankt Ottilien ein und erhielt dort den Ordensnamen Laurenz. Er empfing 1914 die Priesterweihe, wurde 1916 zum an der Universität Münster zum Dr. theol. promoviert und war ab 1920 Professor an der Päpstlichen Universität Urbania der Propaganda-Kongregation sowie am Kolleg S. Anselmo in Rom. Ab 1925 war er in der Abtei St. Ottilien, ab 1936 in Uznach und ab 1958 als Lektor für Missionswissenschaft in Freiburg.
Laurenz Kilger wurde 1950 Ehrenbürger von Schmerikon.